# Diocesi di Pamfilo
La diocesi di Pamfilo (in latino: Dioecesis Pamphilena) è una sede soppressa del patriarcato di Costantinopoli e una sede titolare della Chiesa cattolica.

## Storia
Pamfilo, identificabile con Pavlo-Köy nell'odierna Turchia, è un'antica sede vescovile della provincia romana di Europa nella diocesi civile di Tracia. Faceva parte del patriarcato di Costantinopoli ed era suffraganea dell'arcidiocesi di Eraclea.
La sede è piuttosto tardiva, poiché è documentata per la prima volta al concilio di Nicea del 787, dove il suo vescovo Michele sottoscrisse gli atti assieme ai vescovi della provincia ecclesiastica di Adrianopoli di Emimonto. Una Notitia Episcopatuum del IX secolo attribuisce, forse erroneamente, la diocesi di Pamfilo alla provincia di Traianopoli di Rodope. A partire dalla Notitia attribuita all'imperatore Leone VI e databile all'inizio del X secolo, la sede è menzionata sempre tra le suffraganee di Eraclea fino al XIV secolo.
Dell'antica diocesi di Pamfilo sono noti quattro vescovi: Michele assistette al secondo concilio di Nicea nel 787; Pietro partecipò al concilio di Costantinopoli dell'879-880 che riabilitò il patriarca Fozio di Costantinopoli; Costantino, nel 1117 circa, fu il destinatario delle risposte canoniche del metropolita Niceta di Eraclea su alcuni argomenti riguardanti il matrimonio; Le Quien aggiunge un anonimo episcopus Pamphili, che prese parte al concilio indetto dal patriarca Callisto I nel 1351 per affrontare le controversie teologiche che videro coinvolti Barlaam di Seminara, Gregorio Acindino e Gregorio Palamas.
Dal 1933 Pamfilo è annoverata tra le sedi vescovili titolari della Chiesa cattolica; il titolo finora non è stato assegnato.

## Cronotassi dei vescovi greci
- Michele † (menzionato nel 787)
- Pietro † (menzionato nell'879/80)
- Costantino † (menzionato nel 1117 circa)
- Anonimo † (menzionato nel 1351)